# 웬델 버튼
웬델 버튼(Wendell Burton, 1947년 7월 21일 ~ 2017년 5월 30일)은 미국의 배우, 텔레비전 배우이다.
샌안토니오에서 태어났으며 휴스턴에서 사망하였다.

## 영화
- 에덴의 동쪽 (1981년)
- 닥터 게논 (1969년)
- 푸키 (1969년)